# Tanja Pollmüller
Tanja Pollmüller (* 13. Oktober 1980 in Ahlen) ist eine deutsche Tierärztin und Webvideoproduzentin. Sie ist Fachtierärztin für Kleintiere und führt seit 2016 eine eigene Tierarztpraxis in Ahlen. Bekanntgeworden ist sie unter dem Namen Doc Polly mit ihren Beiträgen über Haustiere in Printmedien, im Fernsehen und im Internet.

## Leben
Nach dem Abitur am Gymnasium St. Michael in Ahlen studierte Pollmüller ab 2000 in München an der Ludwig-Maximilians-Universität Tiermedizin. 2009 promovierte sie zum Thema „Auswirkung einer verlängerten Säugezeit auf die humorale Immunantwort von Ferkeln im ökologischen Landbau“. In den Folgejahren arbeitete Pollmüller in diversen Tierkliniken und Praxen in Deutschland und übernahm 2013 die Leitung der Kleintierabteilung der Tierarztpraxis am Fernmeldeturm in Sendenhorst. Im Jahr 2016 gründete sie in Ahlen ihre eigene Tierarztpraxis für Kleintiermedizin.

## Mediale Karriere
Pollmüller begann während der COVID-19-Pandemie mit Videosprechstunden, aus denen sich in Zusammenarbeit mit dem Lokalradiosender WAF der Podcast „Doc Pollys Tiersprechstunde“ entwickelte. Für eine Folge dieses Podcasts gewann sie im Jahr 2020 den Medienpreis Tiergesundheit in Silber.
Als eine von drei tiermedizinischen Fachleuten war Doc Polly von Februar bis März 2021 wochentäglich am frühen Nachmittag in der RTL-Haustiershow „Wir lieben Tiere – die Haustiershow“ auf Sendung. Nach 25 Folgen wurde das Format dann aber nicht weitergeführt. Neben Auftritten in RTL-Magazinen wie „Punkt 12“ oder „Exclusiv“ folgte dann der Sprung ins RTL-Abendprogramm. Am 23. Juli 2021 startete die erste Staffel „Top Dog Germany“ und erreichte rund 1,8 Millionen Zuschauer. Pollmüller ist seither gemeinsam mit ihrem Tierärzte-Team für insgesamt vier Staffeln für die tierärztliche Grundversorgung und für die Kontrolle vor Ort zuständig und erläutert die medizinischen Besonderheiten der teilnehmenden Hunde. In der ARD-Sendung „Die Haustierprofis“ (2023) kamen Tierbesitzer mit ihren Haustieren zu Pollmüller ins TV-Studio und erhielten zu verschiedenen medizinischen Problemen Rat. Die erste Staffel umfasste insgesamt 15 Folgen.
Seit August 2023 veröffentlicht Pollmüller auf ihrem YouTube-Kanal „Doc Polly“ wöchentlich Videos aus ihrer Praxis. Unter dem Motto „Wissen ist Tierschutz“ beantwortet sie in den 15-minütigen Clips gestellte Fragen aus der Community und informiert außerdem über den richtigen Umgang mit Haustieren. Erstellt werden die YouTube-Videos von der Kölner Produktionsfirma spin tv. 

## Werke
- 2024: Danke! Mit Dankbarkeit besser durchs Leben. Aschendorff Verlag, 2024, ISBN 978-3-402-25079-2

## TV-Auftritte
- 2021: Wir lieben Tiere – Die Haustiershow (RTL)
- 2021: Einfach Genial (MDR)
- Seit 2021: Punkt 6, Punkt 7, Punkt 8 (RTL)
- Seit 2021: Punkt 12 (RTL)
- 2021–2024: Top Dog Germany – Der beste Hund Deutschlands (RTL)
- 2022: Wau! Die beliebtesten Hunde Deutschlands (RTL)
- Seit 2023: Stern TV (RTL)
- 2023: Die Haustierprofis (ARD)
- 2024: Morlock Motors - Big Deals im Westerwald (Kabel 1)
- 2024: Tierliebe Extrem (Vox)